# Caton Theodorian
Caton Theodorian sau Teodorian (n. 14 mai 1871, Craiova, România – d. 8 ianuarie 1939, București, România) a fost dramaturg, poet, scriitor de proză scurtă și romancier român, activ în perioada antebelică și în perioada interbelică.
Nepot maternal al politicianului Eugeniu Carada, Theodorian a fost, prin legăturile de sânge ale tatălui său, un nativ al Olteniei, un descendent direct al marilor familii boierești ale Munteniei și Moldovei. Originile sale nobiliare se regăsesc în literatura sa de sorginte naturalistică, atât în cea de ficțiune cât și în cea dramatică, ale cărui subiecte majore erau declinul social al clasei boierești și obsesia legată de ereditatea aceleiași clase.
În ciuda faptului că piesele de teatru ale lui Caton Teodorian fuseseră prezentate pe scena Teatrului Național din București, reacția criticilor erau negative, acele piese fiind categorizate ca fiind lipsite de valoare și având lungimi verbale inutile. Uneori, aceleași piese fuseseră privite cu răceală sau chiar cu refuz de către public. Contribuția sa dramatică cea mai de valoare fusese comedia Bujoreștii, care sintetizează temele sale recurente.
Conform structurii sale, echilibrate și nepartizane, scriitorul bucureștean nu a aderat niciodată, în mod deschis, la niciuna din cele două puternice mișcări artistice românești ante- și inter-belice, respectiv cea a simbolismului românesc, respectiv cea a semănătorismului. În schimb, le-a frecventat, relativ balansat, pe ambele. Oricum, spre sfârșitul vieții sale, datorită a multiple motive, printre care au primat personalitatea complexă și deschisă a lui Eugen Lovinescu și atmosfera foarte caldă și creativă din casa acestuia, unde se desfășurau toate întâlnirile cercului lui Lovinescu, dedicat sincronismului, una din mișcările avangardiste ale României Mari, Theodorian a participat frecvent la întâlnirile deschise ale cenaclului Sburătorul.